# Škoda 7Tr
Škoda 7Tr je model československého trolejbusu vyráběného v první polovině 50. let 20. století v plzeňském podniku Škoda (v letech 1952 až 1959 Závody Vladimíra Iljiče Lenina).

## Konstrukce
Trolejbus 7Tr konstrukčně navazuje na svého předchůdce – typ 6Tr – od něhož se lišil pouze mírnými změnami vozové skříně a elektrické výzbroje. Šlo tedy o dvounápravový trolejbus se samonosnou karoserií. Karoserie byla celokovová, kostra vozové skříně byla svařovaná ze speciálních lisovaných ocelových profilů. Zvenku byl vůz oplechován, zvnitřku byly stěny pokryty překližkou. Výstup a nástup cestujících zajišťovaly troje čtyřkřídlé skládací dveře (ovládané elektropneumaticky) na pravém boku karoserie. Vozy druhé výrobní série (označované 7Tr2) měly v interiéru podélné uspořádání sedadel, v ostatních sériích byly sedačky již uspořádány příčně.
Pohon trolejbusu zajišťoval jeden trakční motor. Zajímavostí je, že Škoda neměla zpočátku kapacity na výrobu elektrických částí vozů (tedy i trakčních motorů), proto část trolejbusů druhé výrobní série byla osazena elektrickou výzbrojí od firmy ČKD Praha.
Většina vozů 7Tr provozovaných po roce 1968 prošla rekonstrukcí elektrické výzbroje, která byla po této úpravě téměř shodná s trolejbusy 8Tr. Takto upravené vozy byly značeny jako 8Tr12.

## Prototyp
V roce 1950 byl vyroben prototyp trolejbusu Škoda 7Tr. Ještě téhož roku byl předán do Děčína, kde obdržel evidenční číslo 5. V provozu byl až do roku 1964, kdy byl vyřazen a později pravděpodobně sešrotován.

## Provoz
V letech 1950 až 1955 bylo vyrobeno v šesti výrobních sériích celkem 173 vozů.
| Současný stát | Město             | Článek | Typ | Roky dodávek | Počet vozů | Evidenční čísla při dodání | Poznámky                         | Zdroj |
| ------------- | ----------------- | ------ | --- | ------------ | ---------- | -------------------------- | -------------------------------- | ----- |
| Česko         | Brno              | článek | 7Tr | 1953 – 1954  | 16 kusů    | 16 – 31                    |                                  |       |
| Česko         | České Budějovice  | článek | 7Tr | 1951 – 1954  | 22 kusů    | 10, 13 – 33                |                                  |       |
| Česko         | Děčín             | článek | 7Tr | 1950 – 1954  | 13 kusů    | 5, 6, 8 – 15, 17 – 19      |                                  |       |
| Česko         | Hradec Králové    | článek | 7Tr | 1951 – 1953  | 10 kusů    | 56 – 65                    |                                  |       |
| Česko         | Jihlava           | článek | 7Tr | 1951 – 1954  | 9 kusů     | 7 – 15                     |                                  |       |
| Česko         | Mariánské Lázně   | článek | 7Tr | 1952         | 5 kusů     | 1 – 5                      |                                  |       |
| Česko         | Most – Litvínov   | článek | 7Tr | 1955         | 3 kusy     | 102, 107, 110              |                                  |       |
| Česko         | Opava             | článek | 7Tr | 1952 – 1954  | 12 kusů    | 1 – 12                     |                                  |       |
| Česko         | Ostrava           | článek | 7Tr | 1952         | 6 kusů     | 1 – 6                      |                                  |       |
| Česko         | Pardubice         | článek | 7Tr | 1952 – 1954  | 12 kusů    | 101 – 109, 118 – 120       |                                  |       |
| Česko         | Plzeň             | článek | 7Tr | 1952 – 1955  | 26 kusů    | 136 – 161                  |                                  |       |
| Česko         | Teplice           | článek | 7Tr | 1952 – 1955  | 13 kusů    | 101 – 110                  | čísla 104 – 106 obsazena dvakrát |       |
| Česko         | Zlín – Otrokovice | článek | 7Tr | 1951 – 1954  | 10 kusů    | 17 – 26                    |                                  |       |
| Polsko        | Varšava           | článek | 7Tr | 1954 – 1955  | 5 kusů     | 86 - 90                    |                                  |       |
| Slovensko     | Bratislava        | článek | 7Tr | 1951         | 10 kusů    | 81 – 90                    |                                  |       |

V roce 1981 byly v Opavě jako poslední svého typu (včetně rekonstruovaných na typ 8Tr) vyřazeny dva trolejbusy 7Tr. Zajímavé je, že tyto vozy nebyly upraveny na typ 8Tr.

## Historické vozy
| Původní provoz  | Evidenční číslo | Současný majitel     | Typ | Rok výroby | Historický od roku | Zdroj |
| --------------- | --------------- | -------------------- | --- | ---------- | ------------------ | ----- |
| Brno            | 31              | TMB                  | 7Tr | 1954       | 1972               | [ 1 ] |
| Mariánské Lázně | 3               | Škoda-Bus klub Plzeň | 7Tr | 1952       | 2005               | [ 2 ] |